# Хаузен (Вид)
Хаузен (нем. Hausen) — община в Германии, в земле Рейнланд-Пфальц.
Входит в состав района Нойвид. Подчиняется управлению Вальдбрайтбах. Население составляет 1941 человек (на 31 декабря 2010 года). Занимает площадь 7,69 км².
Коммуна подразделяется на 13 сельских округов.